# Asociación Deportiva Huracán
L'Asociación Deportiva Huracán és un club de futbol amb seu a Las Palmas, a les Illes Canàries. Fundat l'any 1980 juga a la Regional Preferent, celebrant els partits a casa a l'Estadi Pepe Gonçalvez, amb una capacitat de 3.000 localitats.

## Història
L'Huracán va arribar per primera vegada a la quarta divisió del futbol espanyol l'any 2002-03, i va descendir-ne immediatament. A finals de juny de 2011, abans de l'inici de la que seria la seva vuitena temporada a la categoria, el club va renunciar al seu lloc, citant com a principal motiu les males finances; posteriorment va tornar als campionats regionals.
El seu jugador més famós és el migcampista Jesé, que ha jugat al Paris Saint-Germain FC.

## Temporada a temporada
| Temporada | Divisió    | Lloc | Copa del Rei |
| --------- | ---------- | ---- | ------------ |
| 1980–02   | Regionals  | —    |              |
| 2002/03   | 3a         | 20è  |              |
| 2003/04   | Reg. Pref. | —    |              |
| 2004/05   | 3a         | 12è  |              |
| 2005/06   | 3a         | 16è  |              |
| 2006/07   | 3a         | 18è  |              |
| 2007/08   | Reg. Pref. | 1r   |              |
| 2008/09   | 3a         | 17è  |              |
| 2009/10   | 3a         | 9è   |              |
| 2010/11   | 3a         | 14è  |              |
| 2011/12   | Reg. Pref. | —    |              |

- 7 temporades a Tercera Divisió